# Christopher Columbus Langdell

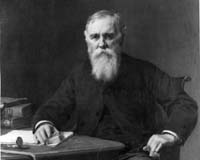
Langdell

Christopher Columbus Langdell (New Boston (New Hampshire), 22 mei 1826 - Cambridge (Massachusetts), 6 juli 1906) was een Amerikaans jurist van gemengde Engelse en Schots-Ierse afkomst. In  1870 de 'case method' in de juridische opleiding aan de Harvard Law School.
Hij studeerde aan de Phillips Exeter Academy in de periode 1845-1848, vervolgens aan Harvard College van 1848-1850 en uiteindelijk aan de Harvard Law School van 1851 tot 1854. Vanaf 1854 was hij praktiserend jurist in New York. Hij was echter weinig bekend tot hij in januari 1870 aangesteld werd als de Dane professor of law aan de Harvard-universiteit, alvorens kort daarna Theophilus Parsons op te volgen als decaan van de rechtenfaculteit van Harvard.
Hij zou het decaanschap tot 1895 uitoefenen en ging in 1900 met emeritaat als Dane professor of law. Hij ontving zijn doctors titel (LL.D.) in 1875 en in 1903 werd een leerstoel naar hem vernoemd.  Na zijn dood werd een van de gebouwen op de campus van Harvard naar hem vernoemd. 
Veel van het succes van Harvard Law School is te danken aan zijn hervorming van het bestuur en de organisatie. Daarnaast introduceerde hij het casuïstiek onderwijs. Een methode waarbij recht bestudeerd wordt aan de hand van juridische cases. 
Ten slotte is het hedendaagse standaard programma dat op de meeste Amerikaanse rechtenfaculteiten gedoceerd wordt (verbintenissenrecht, eigendomsrecht, aansprakelijkheidsrecht, strafrecht en civiele procedure recht) in grote mate gebaseerd op het curriculum dat Langdell aan Harvard invoerde.
Er wordt gesteld dat omdat Langdell zelf van een relatief onbekende en niet voorname familie afkomstig was, hij een zekere afkeer had verkregen van het feit dat welgestelder studenten hogere cijfers kregen dan hijzelf. Om deze vermeende bevoordeling van sommige studenten tegen te gaan heeft hij, toen hij decaan werd, de methode van anonieme beoordeling ingevoerd. Evenals zijn opzet van het juridisch curriculum wordt ook de anonieme beoordeling vandaag de dag nog op een groot aantal juridische faculteiten (zowel binnen de Verenigde Staten als daarbuiten) gehanteerd.
Langdells uitgangspunt was de logica. Hij was van mening dat een zuiver logische afleiding van rechtsregels en dogmatiek niet alleen noodzakelijk was om tot een juiste beslissing in de casus te komen, maar tevens het recht apolitiek kon maken. Het recht bestond volgens hem uit leerstukken die gekend konden worden door studie van casussen, vastgelegd in verzamelingen van casuïstiek. Die doctrine, gevonden door inductief redeneren, kon daarna toegepast worden op een volgende casus.
De doctrine beslist of een gevonden oplossing op ene casus de ware was en bakent daarmee het ware, geldende recht af. Zo komt het tot een juridisch formalisme. Gaakeer, een juriste verbonden aan de Erasmus universiteit, stelt in 1995 dat Langdell de context van de nieuwe casus onvoldoende of zelfs niet mee laat wegen, door alleen de context van de oude casus van invloed op de beslissing te laten zijn. Hierdoor ontstaat een paradoxale methode.
Een tegenstander van het logisch afleiden vanuit rechtsregels in de Verenigde Staten uit dezelfde periode was Oliver Wendell Holmes.

## Publicaties
- Selection of Cases on the Law of Contracts (1870, the first book used in the case system; enlarged, 1877)
- Cases on Sales (1872)
- Summary of Equity Pleading (1877, 2nd ed., 1883)
- Cases in Equity Pleading (1883)
- Brief Survey of Equity Jurisdiction (1905).